# 鈴木貴人
鈴木 貴人（すずき たかひと、1975年8月17日 - ）は、北海道苫小牧市出身の元プロアイスホッケー選手。ポジションはフォワード。元アイスホッケー日本代表主将。

## 来歴
6歳でアイスホッケーを始める。駒澤大学附属苫小牧高校3年生次の1994年1月に開催された全国高等学校アイスホッケー競技選手権大会では4試合で9ゴール、3アシストの活躍で優勝に貢献。1994年4月、東洋大学に進学。2年生次の大学リーグ戦で得点、アシスト、ポイントの3冠を獲得して優勝に貢献。日本学生氷上競技選手権大会でも優勝。3年次はカナダのオウガスターナ大学に留学。1997年にはアイスホッケー日本代表に選出され、11月に長野オリンピック日本代表選考のカナダキャンプに参加したが、練習試合で負傷したため、オリンピック日本代表には選出されなかった。
大学卒業後の1998年4月、コクドに入社。1998-99シーズンの日本アイスホッケーリーグと全日本アイスホッケー選手権大会で新人賞を受賞。日本代表にも1999年から毎年選ばれ続け、アイスホッケー世界選手権、アジア冬季競技大会、オリンピック予選などに出場した。
2002年9月、イーストコーストホッケーリーグ（ECHL）のシャーロット・チェッカーズ（Charlotte Checkers）のトライアウトに合格して契約。開幕戦でハットトリックを達成するなど活躍し、ECHLのオールスターゲームにも出場した。
2003年4月に帰国し、コクドに復帰。2004-05シーズンよりプロ契約選手となると同時に主将にも就任。2006-07シーズンよりコクドはSEIBUプリンスラビッツと改称。しかし、2008年12月に廃部が決定。SEIBUのラストシーズンとなった2008-09シーズンはベストディフェンシブフォワードに選出された。プレーオフではファイナルに進出したが、日本製紙クレインズに3勝4敗で敗れてラストシーズンの優勝はならなかった。第7戦の第3ピリオド、53:08に自身が決めたゴールがSEIBUプリンスビッツの最後の得点となった。コクド・SEIBUでは日本リーグ、アジアリーグ合わせて7度の優勝に貢献。
2009年オフ、H.C.栃木日光アイスバックスに移籍。加入2シーズン目の2010-11シーズンより主将を務め、2011-12シーズンはチーム初のアジアリーグ準優勝に貢献。2012－13シーズンの11月に日光市で開催されたソチオリンピック予選には故障のため出場できなかった。同シーズン限りで現役を引退。2013年4月20日に日本代表として出場した2013年アイスホッケー世界選手権のハンガリー戦が現役選手としての最後の試合となった。
日本リーグ、アジアリーグレギュラーリーグ通算で576ポイント。日本代表では82試合に出場して20得点、28アシスト、計48ポイント（世界選手権・五輪予選のみ）。
引退後は東洋大学の監督に就任。
2017年2月、日本代表HCに就任。前任HCの辞任に伴うもので任期は同年5月15日まで。初の国際大会として札幌アジア大会で指揮。
東洋大監督を務める傍ら、2018年より「Bring Upアイスホッケーアカデミー」で小中高生選手を指導を行っている。同アカデミーでは指導者の育成も行っている。
2024年4月16日にイタリアのボルツァーノで開催された2024 IIHF 男子世界選手権 ディビジョンI グループAのアイスホッケー男子日本代表のタイムリーダーを務めることになった。

## 詳細情報

### 代表歴
- アイスホッケー世界選手権 14回出場
- オリンピック予選 2回出場
- アジア冬季競技大会 3回出場

### コーチ歴
- 2024 IIHF 男子世界選手権 ディビジョンI グループA 日本代表

## 書籍
- アイスタイム 鈴木貴人と日光アイスバックスの1500日（著:伊東武彦 講談社 2013年9月12日 ISBN 978-4062185509）